# Macaranga caladiifolia
Macaranga caladiifolia är en törelväxtart som beskrevs av Odoardo Beccari. Macaranga caladiifolia ingår i släktet Macaranga och familjen törelväxter. Inga underarter finns listade i Catalogue of Life.